# Кінна корида

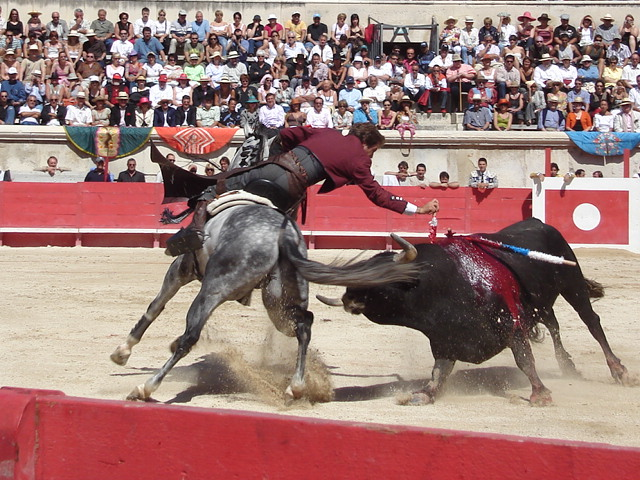

Кінна корида (ісп. rejoneo, corrida de rejones) — один з різновидів бою биків, що проводиться в основному учасниками верхи. Кінна корида проводиться в Іспанії в один з днів (часто останній) багатоденних «ярмарків», коли організовується серія корид.
Рехонеадор (назва матадора в кінній кориді) б'ється з биком, сидячи на коні в стилі португальських кавалейро, використовуючи «списи покарання» (rejones de castigo) замість списа, бандерільі, і «спис смерті» (rejón de muerte) замість шпаги. Якщо рехонеадору не вдасться убити бика за допомогою «списа смерті», він повинен спішитися і використовувати «descabello» (прямий ніж з хрестовиною у кінця леза). Рехонеадор може битися як з молодими, так і з дорослими биками, і також повинен пройти церемонію присвячення (alternativa).
Кінчики рогів биків, з якими б'ються рехонеадори, зазвичай зрізуються або обертаються шкірою (у Португалії), щоб забезпечити додатковий захист для коней.
На відміну від пішої кориди, в кінній виступи жінок є вельми поширеними.